# 穆尼奧斯市

穆尼奧斯市（西班牙語：Municipio Muñoz），是委內瑞拉的一個市，位於該國西南部阿普雷州，首府設於布魯蘇亞爾，面積7,925平方公里，2007年人口30,197，人口密度為每平方公里3.8人。